# Lohra
Lohra (mundartlich Lohr) ist eine Gemeinde im mittelhessischen Landkreis Marburg-Biedenkopf. Sie zählt knapp 5500 Einwohner, etwas mehr als die Hälfte davon im namensgebenden Ortsteil.

## Geografie

### Geografische Lage
Die Gemeinde Lohra liegt im südwestlichen Teil des Landkreises, etwa 15 Kilometer südwestlich von Marburg und ungefähr 20 Kilometer nordwestlich von Gießen. Auf dem Gemeindegebiet treffen die nördlichsten Ausläufer des Gladenbacher Berglandes und die südöstlichsten Ausläufer des Rothaargebirges aufeinander. Aus historischem Blickwinkel gesehen, gehört Lohra zum Marburger Land und grenzt im Westen an das Hessische Hinterland.

### Nachbargemeinden
Lohra grenzt im Osten an die Gemeinden Weimar (Lahn) und Fronhausen sowie im Norden an die Stadt Gladenbach (alle drei im Landkreis Marburg-Biedenkopf), im Südosten an die Stadt Lollar, im Süden an die Gemeinden Wettenberg und Biebertal (alle drei im Landkreis Gießen) sowie im Westen an die Gemeinde Bischoffen (Lahn-Dill-Kreis).

### Gemeindegebiet und Gemeindegliederung
Das Lohraer Gemeindegebiet erstreckt sich mit einer Fläche von 49 Quadratkilometern über das mittlere Salzbödetal und den Versgrund. Die Gemeinde umfasst die Ortsteile:
| Ortsteil           | Beschreibung |
| ------------------ | --- |
| Altenvers          | ca. 602 Einwohner; Historische Erwähnungen: Ferse (1196), Virse (1333), Aldenverse (1359), Aldynfers (1442), Altenfersa (1577), Altenvers (1604) |
| Damm/Etzelmühle    | ca. 259 Einwohner; Historische Erwähnungen: Damme (1200/1220), Thammo (1271), Damme (1347), Dampme (1365), Tamme (1367), Dam (1577), Damm (1604) |
| Kirchvers          | ca. 992 Einwohner; Historische Erwähnungen: Ferse (um 1130), Verse (1196), Virse (1333), Kirchferse (1359), Kirchvers (1604) |
| Lohra              | mit ca. 2554 Einwohner der größte und älteste Ortsteil; Historische Erwähnungen: Lare (752/779), in Larer marca (770), in Lare (1200/1220), Loher (1339), Laer (1490), Lar (1504), Loer (1518), Lohr (1577), Lohra (1604)                                             |
| Nanz-Willershausen | ca. 277 Einwohner; Historische Erwähnungen: Willicheshusen (1200/1220), Wilrizhusen (1232), Wilherhusen (1272), Willereshusen (1307), de Nandelshusen (1339), Nandulzhusen (1359), Nandilshusen (1374), Nandolshusin (1374), Nandoldeshusen (1377), Nanczhusen (1502) |
| Reimershausen      | ca. 140 Einwohner; Historische Erwähnungen: Reymerßhusen (1261), Reymarishusen (1316), Reymershusen (1320), Reumershusen (1375), Rymershusen (1377), Romershawsen (1524), Reymershausen (1577)                                                                        |
| Rodenhausen        | ca. 242 Einwohner; Historische Erwähnungen: de Rudenhusen (1247/48), Rodehußen (1359), Rodenhausen (1550) |
| Rollshausen        | ca. 311 Einwohner; Historische Erwähnungen: de Rolshusen (1256), de Rollishusen (1263), de Rodilshusen (1355), Rulshusen (1374), Rolhusin (1442), Rultzhusen (1577), Rolshausen (1577)                                                                                |
| Seelbach           | ca. 78 Einwohner; Historische Erwähnungen: Selbach (817), Silbach (1512), Sehlbach (1577), Seelbach (1604) |
| Weipoltshausen     | ca. 615 Einwohner; Historische Erwähnung: Wipaldeshusen (1200/1220), Wypoltishusen (1302), Wypulczhusen (1359/1398), Wypelczhusen (1469), Weibolshausen (1572), Weypoltshausen (1604), Weibelshausen (1708/1710)                                                      |

## Geschichte

### Frühzeit und Antike
Von der frühen Besiedlung der Gegend zeugt das 1931 entdeckte Steinkammergrab von Lohra, das der ausklingenden Jungsteinzeit zuzuordnen ist. Die hier bestatteten Männer, Frauen und Kinder, deren Zahl sich auf ca. 20 Personen belaufen haben muss, wurden überraschenderweise verbrannt. Außerdem war den Toten für ihre Reise ins Jenseits, im Gegensatz zu den anderen Steinkammergräbern in Hessen, reichlich Keramik und andere Alltagsgegenstände mitgegeben worden. Henkelbecher (die aufgrund ihrer Einzigartigkeit auch als „Lohraer Becher“ in die Fachsprache der Archäologie Eingang gefunden haben), Tassen, Schalen, eine Serpentinaxt, ein kleines Steinbeil sowie eine retuschierte Kieselschieferklinge und Bronzeblechstückchen waren im Fund enthalten. Einige Fundstücke werden seit 1931 im Hessischen Landesmuseum in Kassel aufbewahrt.
Bei Altenvers wurden Überreste einer germanischen Siedlung aus der späten römischen Kaiserzeit, gefunden, in der wahrscheinlich Metall verarbeitet wurde. Anhand von Funden kann man die Bewohner der Ansiedlung mit einiger Sicherheit dem elbgermanischen Kulturraum zuordnen.

### Frühmittelalter
Soweit bekannt, wurde Lohra erstmals schriftlich erwähnt in einem Güterverzeichnis der Abtei Fulda in der Mitte des 8. Jahrhunderts und wenig später im Schenkungsbuch des Klosters Lorsch als loco lare:

„Gerbrechti in Larere. Regnante itaque Karolo piissimo rege, presidentque huic loco Gundelando, primo abbate tradiderunt ad Lauresham St. Nazario, Castwich et Gerbrecht, filius eius res suas in pago Logenehe in villis Larere marca (et in Duda marca) scilicet Campos, Prata, aquas aquarumque decursus. 769, Dec. 1. Karlus, Rex, Gundelando, abbas.“

Die deutsche Übersetzung lautet:

„Gerbrechts (Besitz) in Lohra. Unter Regierung Karls, des frommen Königs, und unter der Leitung des ersten Abtes dieses Klosters, Gundeland, haben Kastwich und dessen Sohn Gerbrecht an Lorsch, dem heiligen Nazarius, ihren Besitz im Lahngau, in den Orten Lohra (und in der Duda Mark) geschenkt, und zwar Felder, Wiesen, Wälder, Gewässer und Wasserläufe. 769, Dezember 1. Karl, König, Gundeland, Abt.“

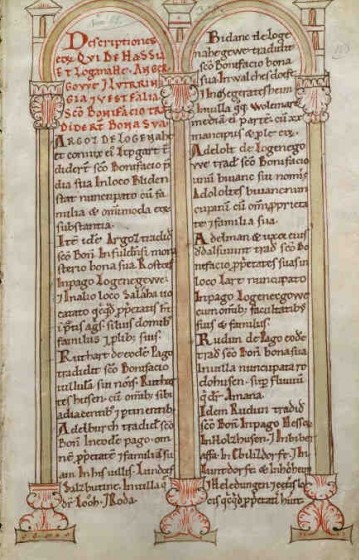
Ersterwähnung Lohras im Codex Eberhardi

Der Name Lare kann der vorfränkischen Sprachschicht zugeordnet werden und bedeutet möglicherweise „Ort am Wasser“. Welche Ethnien vor der fränkischen Landnahme in Lohra siedelten, ist nicht endgültig gesichert; wahrscheinlich waren es aber Ubier (bis ca. 10 v. Chr.) und danach Chatten.
Im 8./9. Jahrhundert scheint Lohra Gerichtsstätte („Malstatt“) der fränkischen Gaugrafschaft pagus lare (Gau Lohra) gewesen zu sein. Das Gebiet der Gaugrafschaft reichte bis ins Amöneburger Becken und an den Vogelsberg und scheint ungefähr den Raum der späteren Lahn-Ohm-Grafschaft eingenommen zu haben, aus der dann die Grafschaft Ruchesloh hervorging. Gerichtlicher Mittelpunkt dieser Gaugrafschaft war wohl das Flurstück namens Retschloh bei Oberweimar, wo die Gerichtsbarkeit ausgeübt wurde, religiöser Mittelpunkt die Martinskirche in Oberweimar.

### Mittelalter

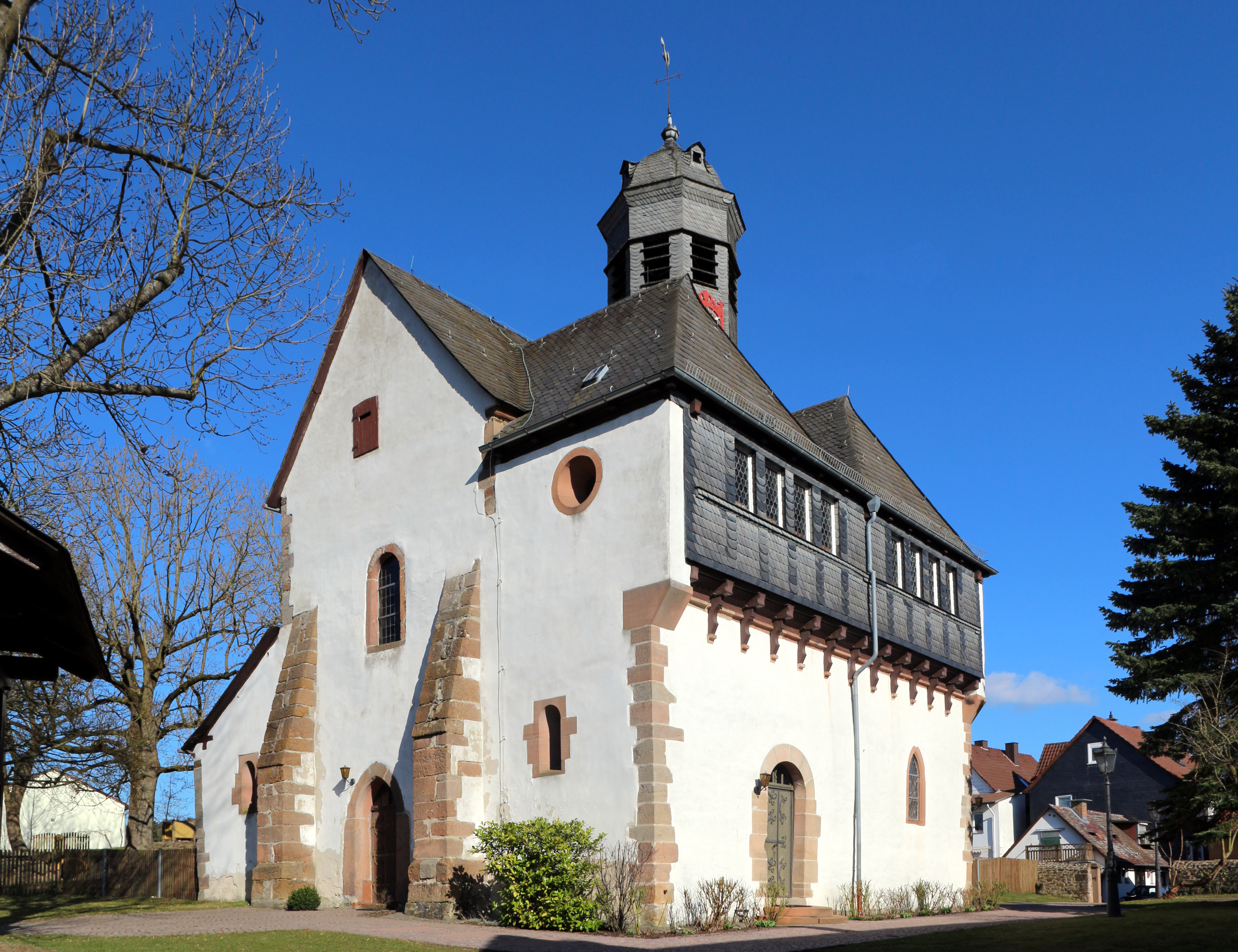
Ev. Kirche im Ortsteil Lohra

Etwa um 1238 wurde die heutige spätromanische Kirche erbaut. Im Juni 2002 wurde an der nordwestlichen Ecke der Wehrmauer der Kirche der Münzschatz von Lohra gefunden. Er umfasst 483 hochmittelalterliche Silbermünzen und wurde vermutlich in der zweiten Hälfte des 13. Jahrhunderts dort deponiert.
In der Grafschaft Ruchesloh, die 1237 an das Erzstift Mainz gelangte, war Lohra Mittelpunkt eines Gerichts (Gerichte Lohr), das ungefähr den Verser Grund sowie Teile der heutigen Gemeinde Fronhausen umfasste. Allen verwertbaren zeitgenössischen Dokumenten zufolge setzte sich die Grafschaft Ruchesloh aus den Centen in den Gebieten um Amöneburg, Buseck, Ebsdorf, Gladenbach, Homberg (Ohm), Kirchberg (Lahn), Kirtorf, Lohra, Londorf, Merlau und Reizberg (um Niederweimar) zusammen.
Die zwischen 1297 und 1307 von Landgraf Heinrich I. angelegte Innenheege (Mittelhessische Landheegen / Landwehr) folgte der Südgrenze des Gerichtes Lohra bis an die Lahn. Zwischen 1359 und 1374 baute Hessen zusätzlich die Außenheege. Diese Grenzsicherungen wurden zum Schutz gegen kriegerische Übergriffe der Grafen von Nassau auf hessisches Gebiet errichtet.
Im Jahre 1366 ließ Graf Johann I. von Nassau-Weilburg auf einem Feldzug gegen den hessischen Landgrafen Heinrich II. Lohra niederbrennen. Ein Teil der Dorfbevölkerung floh in die Wälder. Die reichsten und angesehensten Dorfbewohner wurden von den Nassauern zusammen mit dem gesamten Vieh verschleppt, um sie dann für ein hohes Lösegeld wieder freizulassen.
Nach dem Tod des Landgrafen Philipp I. im Jahr 1567 wurde die Landgrafschaft Hessen unter seinen Söhnen aufgeteilt und Lohra fiel an Hessen-Marburg.

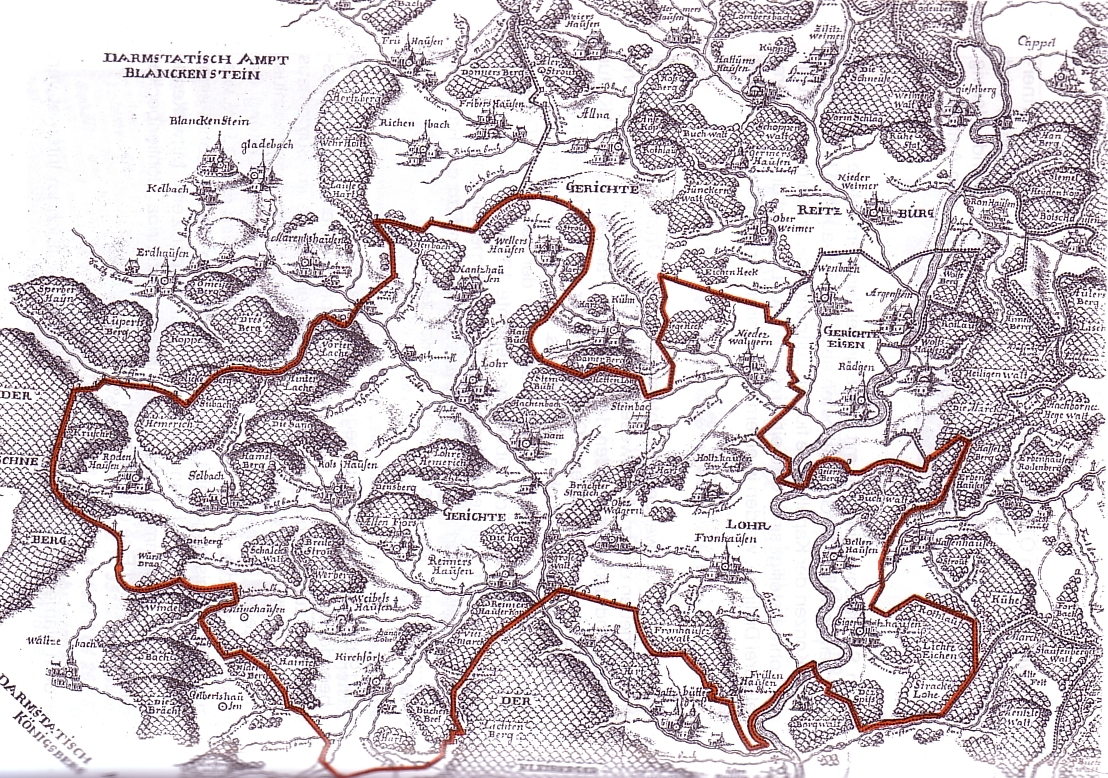
Das sog. Gerichte Lohr im Spätmittelalter

Als im Dreißigjährigen Krieg schwedische Truppen durch Hessen zogen, brachen für die Dörfer der heutigen Gemeinde harte Zeiten an. Viele Bewohner flohen nach Marburg und fanden auf dem Marburger Landgrafenschloss Zuflucht, während ihre Dörfer von Landsknechten geplündert wurden. Als 1648 der Westfälische Frieden den Dreißigjährigen Krieg beendete und auch der Hessenkrieg zu Ende ging, kam Lohra mit dem nördlichen Teil Hessen-Marburgs zu Hessen-Kassel.
Bei Lohra, an der Gemarkungsgrenze zu Mornshausen, befand sich eine Wasserburg, vermutlich eine Turmhügelburg (Motte), die Burg Offenhausen.

### Neuzeit
Infolge des Reichsdeputationshauptschlusses 1803 und der napoleonischen Epoche gehörte Lohra zunächst zur Landgrafschaft Hessen-Kassel, dann von 1806 bis 1813 zum kurzlebigen Königreich Westphalen (in dem es Verwaltungssitz des Kantons Lohra war), und nach dessen Ende wieder zu Hessen-Kassel. Mit dem Niedergang des napoleonischen Kaiserreichs begann aber auch gleichzeitig der Aufstieg Preußens zur Hegemonialmacht in Deutschland. Im Deutschen Krieg von 1866 wurde Kurhessen, und damit die Dörfer der Gemeinde Lohra, von Preußen annektiert und mit dem ebenfalls einverleibten Nassau zur preußischen Provinz Hessen-Nassau umgewandelt.
Noch vor dem Ersten Weltkrieg bahnte sich für Lohra die Wandlung von der landwirtschaftlich geprägten Gemeinde zur Arbeiterwohngemeinde an, ein Prozess, der sich zwischen den beiden großen Kriegen fortsetzte. Die steinigen Ackerböden ergaben nicht mehr ausreichend Ertrag, um die stetig anwachsende Bevölkerung zu ernähren, die Bewohner der Lohraer Ortschaften mussten sich weitere Erwerbstätigkeiten suchen. So fanden viele Frauen Arbeit in der Zigarrenfabrik Rinn & Cloos, die 1916 bzw. 1929 einen Filialbetrieb in Lohra errichtete. Während des Zweiten Weltkriegs wurde der Dammer Bahnhof am 12. September 1944 Ziel eines alliierten Fliegerangriffs, der 17 Menschen das Leben kostete. Bomben fielen auch über Lohra, richteten jedoch keinen größeren Schaden an. Am Nachmittag des 28. März 1945 stießen US-amerikanische Truppen durch das heutige Gemeindegebiet in Richtung Marburg vor. Durch die große Anzahl von Heimatvertriebenen aus den deutschen Ostgebieten stieg im Jahre 1946 die Einwohnerzahl übermäßig an; die Flüchtlinge kamen aufgrund mangelnden Wohnraums vorerst bei Einheimischen unter.

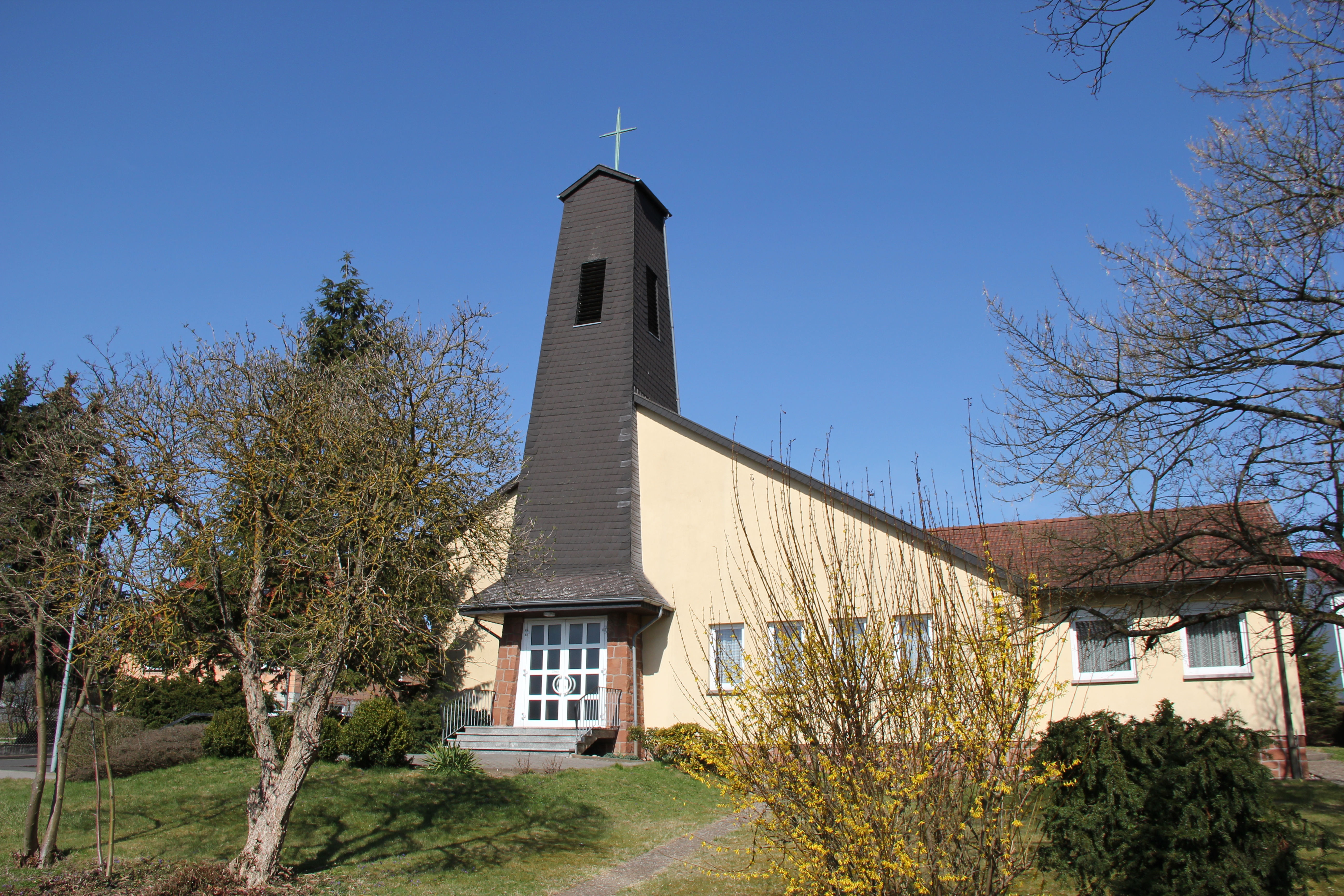
Kath. Dreifaltigkeitskirche in Lohra

In den 1950er Jahren begann allmählich wieder Normalität Einzug zu halten. Mit der 1200-Jahr-Feier im Jahre 1952 wurde eines der ersten größeren Volksfeste in der Marburger Gegend nach dem Zweiten Weltkrieg begangen.
Im Zuge den Gebietsreformen von 1972 und 1974 bilden die bis dahin selbständigen Gemeinden Lohra, Damm, Nanz-Willershausen, Rodenhausen, Reimershausen, Kirchvers, Altenvers, Weipoltshausen, Rollshausen und Seelbach die heutige Großgemeinde Lohra mit dem Verwaltungssitz im gleichnamigen Ortsteil Lohra. Die Bildung der Großgemeinde kann somit als vorläufiger Höhepunkt eines geschichtlichen Prozesses gesehen werden, der die historisch zusammengehörenden Orte im südwestlichen Zipfel des Marburger Landes auch auf administrativer Ebene vereinte.
Im Jahr 2002 beging Lohra den 1250. Jahrestag der Ersterwähnung mit einer Festwoche.
Am 25. Mai 2009 erhielt das Dorf den von der Bundesregierung verliehenen Titel „Ort der Vielfalt“.

### Eingemeindungen

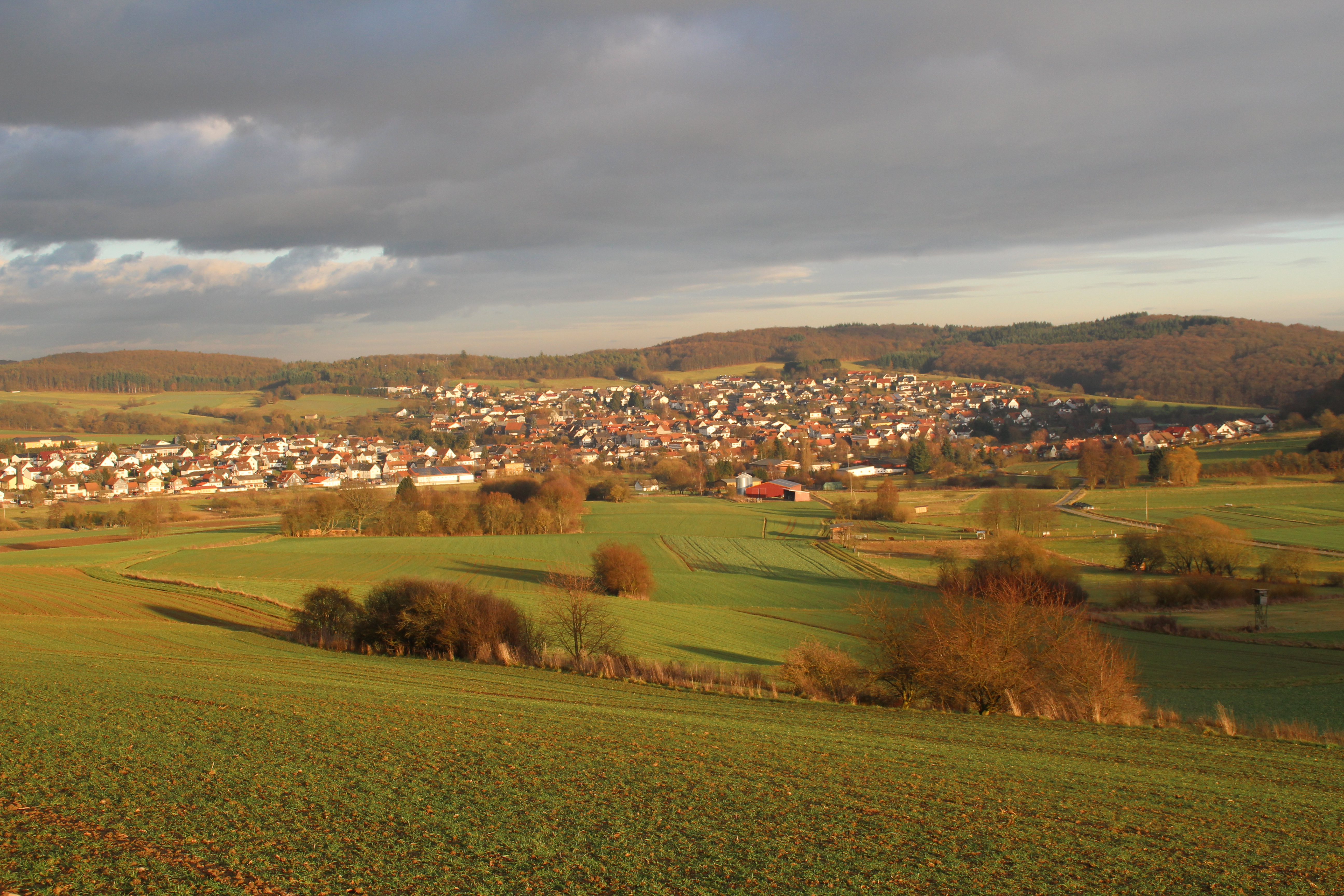
Ortsteil Lohra im Salzbödetal

Dass die Großgemeinde Lohra heute als kommunale Gebietskörperschaft existiert, war lange Zeit nicht selbstverständlich. Im Zuge der Gebietsreform in Hessen zogen die Dörfer an Vers und Mittlau zunächst die Bildung einer eigenen Gemeinde vor, welche die Bezeichnung „Verstal“ erhalten sollte. Die Ablehnung dieses Ansinnens durch die hessische Landesregierung und die Entscheidung Rodenhausens, der Gemeinde Lohra beizutreten, bewog nun auch die anderen Orte, sich der neuzubildenden Gemeinde anzuschließen. Versuche von Seiten der Gemeinde Kichvers, der benachbarten Gemeinde Biebertal beizutreten, schlugen fehl, da deren Aufnahmebereitschaft gering und die historische Verbindung mit Lohra ohnehin sehr viel größer war. So wurden am 31. Dezember 1971 zunächst die Gemeinden Damm, Nanz-Willershausen und Rodenhausen auf freiwilliger Basis eingegliedert. Am 1. Juli 1972 kam Reimershausen hinzu. Altenvers, Kirchvers, Rollshausen, Seelbach und Weipoltshausen folgten kraft Landesgesetz am 1. Juli 1974. Für alle eingliederten Gemeinden und die Kerngemeinde wurde Ortsbezirke errichtet.

### Verwaltungsgeschichte im Überblick
Die folgende Liste zeigt die Staaten und Verwaltungseinheiten, denen Lohra angehört(e):
- um 1237 Heiliges Römisches Reich, Grafschaft Ruchesloh, Erzstift Mainz, Gericht Lohra
- ab 1323 Heiliges Römisches Reich, Landgrafschaft Hessen, Gericht Lohra (Gericht Lohra bestand aus den Orten Lohra, Nanzhausen, Willershausen, Rodenhausen, Seelbach, Rollshausen, Altenvers, Raimarshausen, Weiboldshausen, Kirchvers, Oberwalgern, Holzhausen, Stedebach und Damm)[9]
- ab 1567: Heiliges Römisches Reich, Landgrafschaft Hessen-Marburg, Amt Fronhausen[10]
- 1604–1648: Heiliges Römisches Reich, strittig zwischen Landgrafschaft Hessen-Darmstadt und Landgrafschaft Hessen-Kassel (Hessenkrieg), Amt Fronhausen
- ab 1648: Heiliges Römisches Reich, Landgrafschaft Hessen-Kassel, Amt Fronhausen
- ab 1806: Landgrafschaft Hessen-Kassel, Amt Fronhausen
- 1807–1813: Königreich Westphalen, Departement der Werra, Distrikt Marburg, Kanton Lohra
- ab 1815: Kurfürstentum Hessen, Amt Fronhausen[11]
- ab 1821: Kurfürstentum Hessen, Provinz Oberhessen, Kreis Marburg[12][Anm. 1]
- ab 1848: Kurfürstentum Hessen, Bezirk Marburg
- ab 1851: Kurfürstentum Hessen, Provinz Oberhessen, Kreis Marburg
- ab 1866: Königreich Preußen, Provinz Hessen-Nassau, Regierungsbezirk Kassel, Kreis Marburg
- ab 1871: Deutsches Reich, Königreich Preußen, Provinz Hessen-Nassau, Regierungsbezirk Kassel, Kreis Marburg
- ab 1918: Deutsches Reich, Freistaat Preußen, Provinz Hessen-Nassau, Regierungsbezirk Kassel, Kreis Marburg
- ab 1944: Deutsches Reich, Freistaat Preußen, Provinz Kurhessen, Landkreis Marburg
- ab 1945: Deutsches Reich, Amerikanische Besatzungszone, Groß-Hessen, Regierungsbezirk Kassel, Landkreis Marburg
- ab 1946: Deutsches Reich, Amerikanische Besatzungszone, Hessen, Regierungsbezirk Kassel, Landkreis Marburg
- ab 1949: Bundesrepublik Deutschland, Hessen, Regierungsbezirk Kassel, Landkreis Marburg
- ab 1974: Bundesrepublik Deutschland, Hessen, Regierungsbezirk Kassel, Landkreis Marburg-Biedenkopf
- ab 1981: Bundesrepublik Deutschland, Hessen, Regierungsbezirk Gießen, Landkreis Marburg-Biedenkopf

### Gerichte seit 1821
Mit Edikt vom 29. Juni 1821 wurden in Kurhessen Verwaltung und Justiz getrennt. Der Kreis Marburg war für die Verwaltung und das Justizamt Fronhausen war als Gericht in erster Instanz für Lohra zuständig. Nach der Annexion Kurhessens durch Preußen 1866 erfolgte am 1. September 1867 die Umbenennung des bisherigen Justizamtes in Amtsgericht Fronhausen. Mit Wirkung zum 1. Oktober 1902 wurden Rodenhausen, Seelbach, Rollshausen und Lohra vom Bezirk des Amtsgerichts Fronhausen abgetrennt und dem Amtsgericht Gladenbach zugeteilt. 1948 wurden die bisher zu dem Amtsgerichtsbezirk Gladenbach gehörenden Gemeinden Lohra, Rodenhausen, Rollshausen und Seelbach dem Amtsgerichtsbezirk Marburg zugeteilt.

## Bevölkerung

### Einwohnerstruktur 2011
Nach den Erhebungen des Zensus 2011 lebten am Stichtag, dem 9. Mai 2011, in Lohra 5627 Einwohner. Darunter waren 136 (2,4 %) Ausländer, von denen 60 aus dem EU-Ausland, 46 aus anderen europäischen Ländern und 28 aus anderen Staaten kamen. (Bis zum Jahr 2020 erhöhte sich die Ausländerquote auf 4,4 %.) Nach dem Lebensalter waren 1035 Einwohner unter 18 Jahren, 2349 zwischen 18 und 49, 1284 zwischen 50 und 64 und 957 Einwohner waren älter. Die Einwohner lebten in 2343 Haushalten. Davon waren 618 Singlehaushalte, 630 Paare ohne Kinder und 843 Paare mit Kindern, sowie 210 Alleinerziehende und 42 Wohngemeinschaften. In 399 Haushalten lebten ausschließlich Senioren und in 1639 Haushaltungen lebten keine Senioren.

### Einwohnerentwicklung
| Quelle: Historisches Ortslexikon | |
| • 1467:                          | 28 Hausgesesse |
| • 1502:                          | 34 Hausgesesse |
| • 1577:                          | 82 Hausgesesse |
| • 1592:                          | 29 Bauern mit Pflug, 39 Einläuftige, 13 Eigenleute.                                                                                           |
| • 1630:                          | 67 Hausgesesse (einschließlich 3 Witwen). 3 dreispännige, 13 zweispännige, 14 einspännige Ackerleute, 37 Einläuftige (einschließlich Witwen). |
| • 1681:                          | 52 hausgesessene Mannschaften |
| • 1838:                          | 600 Einwohner (Familien: 49 nicht nutzungsberechtigte Ortsbürger, 3 Beisassen)                                                                |

| Lohra: Einwohnerzahlen von 1747 bis 2020 | Lohra: Einwohnerzahlen von 1747 bis 2020 | Lohra: Einwohnerzahlen von 1747 bis 2020 | Lohra: Einwohnerzahlen von 1747 bis 2020 | Lohra: Einwohnerzahlen von 1747 bis 2020 |
| --- | ---------------------------------------- | ---------------------------------------- | ---------------------------------------- | ---------------------------------------- |
| Jahr |                                          |                                          |                                          | Einwohner                                |
| 1747 | 1747                                     |                                          | 347                                      | 347                                      |
| 1800 | 1800                                     |                                          | ?                                        | ?                                        |
| 1834 | 1834                                     |                                          | 583                                      | 583                                      |
| 1840 | 1840                                     |                                          | 616                                      | 616                                      |
| 1846 | 1846                                     |                                          | 670                                      | 670                                      |
| 1852 | 1852                                     |                                          | 674                                      | 674                                      |
| 1858 | 1858                                     |                                          | 664                                      | 664                                      |
| 1864 | 1864                                     |                                          | 682                                      | 682                                      |
| 1871 | 1871                                     |                                          | 651                                      | 651                                      |
| 1875 | 1875                                     |                                          | 714                                      | 714                                      |
| 1885 | 1885                                     |                                          | 750                                      | 750                                      |
| 1895 | 1895                                     |                                          | 815                                      | 815                                      |
| 1905 | 1905                                     |                                          | 854                                      | 854                                      |
| 1910 | 1910                                     |                                          | 894                                      | 894                                      |
| 1925 | 1925                                     |                                          | 1.097                                    | 1.097                                    |
| 1939 | 1939                                     |                                          | 1.262                                    | 1.262                                    |
| 1946 | 1946                                     |                                          | 1.661                                    | 1.661                                    |
| 1950 | 1950                                     |                                          | 1.862                                    | 1.862                                    |
| 1956 | 1956                                     |                                          | 1.886                                    | 1.886                                    |
| 1961 | 1961                                     |                                          | 1.915                                    | 1.915                                    |
| 1967 | 1967                                     |                                          | 2.130                                    | 2.130                                    |
| 1972 | 1972                                     |                                          | 3.018                                    | 3.018                                    |
| 1975 | 1975                                     |                                          | 4.912                                    | 4.912                                    |
| 1980 | 1980                                     |                                          | 4.967                                    | 4.967                                    |
| 1985 | 1985                                     |                                          | 5.161                                    | 5.161                                    |
| 1990 | 1990                                     |                                          | 5.391                                    | 5.391                                    |
| 1995 | 1995                                     |                                          | 5.716                                    | 5.716                                    |
| 2000 | 2000                                     |                                          | 5.776                                    | 5.776                                    |
| 2005 | 2005                                     |                                          | 5.699                                    | 5.699                                    |
| 2010 | 2010                                     |                                          | 5.597                                    | 5.597                                    |
| 2011 | 2011                                     |                                          | 5.627                                    | 5.627                                    |
| 2015 | 2015                                     |                                          | 5.465                                    | 5.465                                    |
| 2020 | 2020                                     |                                          | 5.438                                    | 5.438                                    |
| Datenquelle: Historisches Gemeindeverzeichnis für Hessen: Die Bevölkerung der Gemeinden 1834 bis 1967. Wiesbaden: Hessisches Statistisches Landesamt, 1968. Weitere Quellen: LAGIS; 1972:; ab 1975:; Zensus 2011; ab 2011: Ab 1972 einschließlich der im Zuge der Gebietsreform in Hessen eingegliederten Orte. |                                          |                                          |                                          |                                          |

### Religionszugehörigkeit
| Quelle: Historisches Ortslexikon | |
| • 1861:                          | 0521 evangelisch-lutherische und 18 jüdische Einwohner                                                                     |
| • 1885:                          | 0664 evangelische (= 88,53 %), keine katholischen und 52 Christen anderer Konfession (= 6,93 %), sowie 34 Juden (= 4,53 %) |
| • 1961:                          | 1656 evangelische (= 86,48 %) und 240 katholische (= 12,53 %) Einwohner                                                    |
| • 1987:                          | 4148 evangelische (= 80,00 %), 487 katholische (= 9,39 %), 552 sonstige (= 10,61 %) Einwohner                              |
| • 2011:                          | 3883 evangelische (= 69,00 %), 519 katholische (= 9,21 %), 1226 sonstige (= 21,79 %) Einwohner                             |

### Erwerbstätigkeit
| Quelle: Historisches Ortslexikon | |
| • 1747:                          | Erwerbspersonen: drei Müller, vier Branntweinbrenner, zwei Bender, ein Rechenmacher, 5 Schneider, dreio Tagelöhner, vier Tagelöhnerinnen; zwei Juden, die schlachten, ein Jude, der Geldwechsler und Kleinkrämer ist, zwei Krämer, ein Fenstermacher, vier Schmiede, drei zünftige Leineweber, zwei Schreiner, zwei Wirte, drei Schweineschneider, ein Spielmann. ein Braumeister, ein Maurer, ein Bäcker. |
| • 1838:                          | Familien: 58 Ackerbau, 36 Gewerbe, 17 Tagelöhner. |
| • 1961:                          | Erwerbspersonen: 213 Land- und Forstwirtschaft, 504 Produzierendes Gewerbe, 109 Handel und Verkehr, 114 Dienstleistungen und Sonstiges. |

## Politik

### Gemeindevertretung
Die Kommunalwahl am 14. März 2021 lieferte folgendes Ergebnis, in Vergleich gesetzt zu früheren Kommunalwahlen:
| Sitzverteilung in der Gemeindevertretung 2021Insgesamt 31 Sitze - SPD: 6 - Grüne: 4 - BfB: 14 - CDU: 7 | Parteien und Wählergemeinschaften | Parteien und Wählergemeinschaften           | 2021  | 2021  | 2016  | 2016  | 2011  | 2011  | 2006  | 2006  | 2001  | 2001  |
| Sitzverteilung in der Gemeindevertretung 2021Insgesamt 31 Sitze - SPD: 6 - Grüne: 4 - BfB: 14 - CDU: 7 | Parteien und Wählergemeinschaften | Parteien und Wählergemeinschaften           | %     | Sitze | %     | Sitze | %     | Sitze | %     | Sitze | %     | Sitze |
| Sitzverteilung in der Gemeindevertretung 2021Insgesamt 31 Sitze - SPD: 6 - Grüne: 4 - BfB: 14 - CDU: 7 | BfB                               | Bündnis für Bürgernähe                      | 44,0  | 14    | 40,8  | 12    | 22,3  | 7     | 26,9  | 8     | 18,2  | 5     |
| Sitzverteilung in der Gemeindevertretung 2021Insgesamt 31 Sitze - SPD: 6 - Grüne: 4 - BfB: 14 - CDU: 7 | CDU                               | Christlich Demokratische Union Deutschlands | 22,3  | 7     | 22,0  | 7     | 26,5  | 8     | 29,5  | 9     | 31,1  | 10    |
| Sitzverteilung in der Gemeindevertretung 2021Insgesamt 31 Sitze - SPD: 6 - Grüne: 4 - BfB: 14 - CDU: 7 | SPD                               | Sozialdemokratische Partei Deutschlands     | 21,4  | 6     | 28,2  | 9     | 35,3  | 11    | 38,6  | 12    | 44,7  | 14    |
| Sitzverteilung in der Gemeindevertretung 2021Insgesamt 31 Sitze - SPD: 6 - Grüne: 4 - BfB: 14 - CDU: 7 | Grüne                             | Bündnis 90/Die Grünen                       | 12,4  | 4     | 9,0   | 3     | 11,6  | 4     | —     | —     | —     | —     |
| Sitzverteilung in der Gemeindevertretung 2021Insgesamt 31 Sitze - SPD: 6 - Grüne: 4 - BfB: 14 - CDU: 7 | FWG                               | Freie Wählergemeinschaft                    | —     | —     | —     | —     | 4,3   | 1     | 5,1   | 2     | 6,0   | 2     |
| Sitzverteilung in der Gemeindevertretung 2021Insgesamt 31 Sitze - SPD: 6 - Grüne: 4 - BfB: 14 - CDU: 7 | Gesamt                            | Gesamt                                      | 100,0 | 31    | 100,0 | 31    | 100,0 | 31    | 100,0 | 31    | 100,0 | 31    |
| Sitzverteilung in der Gemeindevertretung 2021Insgesamt 31 Sitze - SPD: 6 - Grüne: 4 - BfB: 14 - CDU: 7 | Ungültige Stimmen in %            | Ungültige Stimmen in %                      | 3,2   | —     | 3,4   | —     | 2,9   | —     | 2,8   | —     | 2,3   | —     |
| Sitzverteilung in der Gemeindevertretung 2021Insgesamt 31 Sitze - SPD: 6 - Grüne: 4 - BfB: 14 - CDU: 7 | Wahlbeteiligung in %              | Wahlbeteiligung in %                        | 56,3  | 56,3  | 54,4  | 54,4  | 55,3  | 55,3  | 51,5  | 51,5  | 58,6  | 58,6  |

### Bürgermeister
Nach der hessischen Kommunalverfassung wird der Bürgermeister für eine sechsjährige Amtszeit gewählt, seit dem Jahr 1993 in einer Direktwahl, und ist Vorsitzender des Gemeindevorstands, dem in der Gemeinde Lohra neben dem Bürgermeister ehrenamtlich ein Erster Beigeordneter und sieben weitere Beigeordnete angehören. Karina Schlemper-Latzel (BfB) hat in den Tagen nach der Amtseinführung vom 17. November 2022 ihre Amtszeit als Bürgermeisterin angetreten. Ihr Amtsvorgänger Georg Gaul beendete im 61. Lebensjahr seine dritte Amtszeit wegen Dienstunfähigkeit vorzeitig und trat am 30. Juni 2022 in den Ruhestand. Die Erste Beigeordnete Rosemarie Wolny leitete die Gemeindeverwaltung kommissarisch und die Wahl des neuen Bürgermeisters musste vorgezogen werden. Karina Schlemper-Latzel erhielt am 23. Oktober 2022 in einer denkbar knappen Stichwahl bei 54,72 Prozent Wahlbeteiligung 50,23 Prozent der Stimmen (11 Stimmen Vorsprung).
Amtszeiten der Bürgermeister
- 2022–2028 Karina Schlemper-Latzel (BfB)[29]
- 2006–2022 Georg Gaul[30]
- 1976–2006 Hermann Brand (SPD) (1945–2020)[33]

### Ortsbeiräte
Gemeinde Lohra
Für alle im Zuge der Gebietsreform in Hessen eingegliederten Gemeinden und die Kerngemeinde bestehen Ortsbezirke mit Ortsbeirat und Ortsvorsteher, nach Maßgabe der §§ 81 und 82 HGO und des Kommunalwahlgesetzes in der jeweils gültigen Fassung. Die Wahl der Ortsbeiräte erfolgt im Rahmen der Kommunalwahlen. Der Ortsbeirat wählt eines seiner Mitglieder zum Ortsvorsteher bzw. zur Ortsvorsteherin.
Ortsbezirk Lohra
Der Ortsbezirk Lohra umfasst das Gebiet der ehemaligen Gemeinde Lohra.
Der Ortsbeirat Lohra besteht aus neun Mitgliedern. Bei den Kommunalwahlen in Hessen 2021 betrug die Wahlbeteiligung zum Ortsbeirat 51,09 %. Alle Kandidaten gehörten der Liste „Bürger für Lohra“ an. Der Ortsbeirat wählte Claudia Hoffarth zur Ortsvorsteherin.

### Wappen und Flagge
Am 24. August 1951 genehmigte der Hessische Minister des Innern das Wappen mit folgender Beschreibung:
| Wappen von Froschhausen | Blasonierung: „Geteilt von Gold und Blau, oben ein mit fünf blauen Schindeln bestreuter aus der Teilung wachsender blauer, rotbezungter und rotbewehrter Löwe, unten ein von zwölf goldenen Kreuzchen bewinkeltes goldenes durchgehendes Andreaskreuz.“ |
| Wappen von Froschhausen | Wappenbegründung: Der Löwe steht für die Grafen von Solms, das Andreaskreuz, in geänderter Schildtingierung, für die Herren von Merenberg. Die zwölf goldenen Kreuzchen symbolisieren die zwölf Dörfer der Gemeinde. – Das Wappen erhielt die Gemeinde 1952 im Zuge der 1200-Jahr-Feier. Die graphische Gestaltung erfolgte 1951 durch den Heraldiker Ottfried Neubecker. |

Die nichtamtliche Flagge der Gemeinde zeigt das Wappen auf einem von Blau und Gold zweigeteilten Flaggentuch.

### Gemeindepartnerschaften
Lohra unterhält mit folgenden Gemeinden eine Gemeindepartnerschaft:
- Herges-Hallenberg, Thüringen, Deutschland (seit 1992)
- Vivonne, Nouvelle-Aquitaine, Frankreich (seit 1997)
- Dziemiany (Dzimianen), Woiwodschaft Pommern, Polen (seit 2006)

## Kultur

### Ortsspitznamen
Innerhalb des Gebiets der Großgemeinde haben sich im Laufe der Zeit für die einzelnen Ortschaften Spitznamen herausgebildet. In der Regel erzählt man sich mehrere, voneinander abweichende schwankhafte Geschichten, die die Dorfspitznamen erklären. Häufig ist der Ursprung der Necknamen aber nicht mehr bekannt.
- Altenvers → Kuckucke
- Damm → Spatzen (Spatze)
- Etzelmühle → Wasserhühner (Woasserhuiher)
- Kirchvers → Schmierkäselecker (Schmierkäsleacker)
- Lohra → Raben (Roawe)
- Nanzhausen → Hühner (Huiher)
- Reimershausen → Wiesenschnarcher (Wisseschnoarcher)
- Rodenhausen → Rotkehlchen (Ruutbresterche)
- Rollshausen → Wiedehöpfe (Wirrehepch)
- Seelbach → Esel
- Weipoltshausen → Knochenschaber (Knocheschoawer)
- Willershausen → Bärentatzen (Bärndapch)

### Dialekt
In den Ortschaften der Großgemeinde werden Varianten des Oberhessischen gesprochen, die sich jedoch von Dorf zu Dorf wieder in Einzelheiten unterscheiden. Als linguistische Einheiten lassen sich die Kirchspiele Lohra (mit Damm und Nanz-Willershausen), Altenvers (mit Reimershausen, Rollshausen und Seelbach) und Kirchvers (mit Rodenhausen und Weipoltshausen) erfassen, in denen zumeist die gleiche Mundart gesprochen wird.

### Kulinarische Spezialitäten
Typische Lohraer Gerichte entstammen der einfachen hessischen Küche, werden jedoch heutzutage kaum noch zubereitet. Gerichte wie Möhrengemüse (Miehrngemois), Himmel und Erde (Himmel ean Eard) oder Struppch (Gestampfte Kartoffeln mit Sauerkraut) standen in früheren Zeiten sehr häufig auf dem Speiseplan der Dorfbewohner. Bei Hausschlachtungen wurden die traditionellen Wurstsorten Stracke und Rote (Ruure Worscht) hergestellt.

### Heimatlied
Anlässlich der 1200-Jahr-Feier 1952 zur Ersterwähnung des Dorfes im Jahre 752, des ersten größeren Volksfestes nach dem Zweiten Weltkrieg in der Marburger Gegend, wurde das Heimatlied Lohra über’m Wiesengrund von Reinhard Ide komponiert. Der Text stammt von Wilhelm Ide.

## Wirtschaft und Infrastruktur

### Flächennutzung
Das Gemeindegebiet umfasst 2015 eine Gesamtfläche von 4918 Hektar, davon entfallen in ha auf:
| Nutzungsart             | Nutzungsart             | 2011 | 2015 |
| ----------------------- | ----------------------- | ---- | ---- |
| Gebäude- und Freifläche | Gebäude- und Freifläche | 225  | 228  |
| davon                   | Wohnen                  | 130  | 131  |
|                         | Gewerbe                 | 10   | 13   |
| Betriebsfläche          | Betriebsfläche          | 6    | 4    |
| davon                   | Abbauland               | 0    | 0    |
| Erholungsfläche         | Erholungsfläche         | 26   | 28   |
| davon                   | Grünanlage              | 13   | 14   |
| Verkehrsfläche          | Verkehrsfläche          | 333  | 332  |
| Landwirtschaftsfläche   | Landwirtschaftsfläche   | 2142 | 2130 |
| davon                   | Moor                    | 0    | 0    |
|                         | Heide                   | 0    | 0    |
| Waldfläche              | Waldfläche              | 2144 | 2144 |
| Wasserfläche            | Wasserfläche            | 34   | 44   |
| Sonstige Nutzung        | Sonstige Nutzung        | 8    | 8    |

### Wirtschaftsstruktur
Die Gemeinde Lohra ist Standort vieler Handwerksbetriebe und mittelständischer Unternehmen. Die Landwirtschaft wird mit Ausnahmen allenfalls als Nebenerwerbstätigkeit ausgeübt und verliert immer mehr an ihrer schon jetzt geringen Bedeutung für den Lohnerwerb. Im Jahr 2006 haben sich Personen aus allen wirtschaftlichen Bereichen der Großgemeinde Lohra zum sog. Wirtschaftsforum Lohra 2020 zusammengeschlossen, um erhöhte Lebensqualität, eine verbesserte Infrastruktur, mehr Zusammenleben und Vernetzung zu erzielen und somit auch aussichtsreichere Zukunftsperspektiven für die Gemeinde Lohra zu schaffen.
Gemeinsam mit der Stadt Gladenbach und der Gemeinde Bad Endbach unterhält die Gemeinde den Interkommunalen Gewerbepark Salzbödetal (IGS) zwischen Lohra und dem Gladenbacher Ortsteil Mornshausen, dessen Errichtung zudem vom Land Hessen mit finanziellen Mitteln unterstützt wurde. Der Spatenstich erfolgte am 5. Februar 2002.

### Verkehr

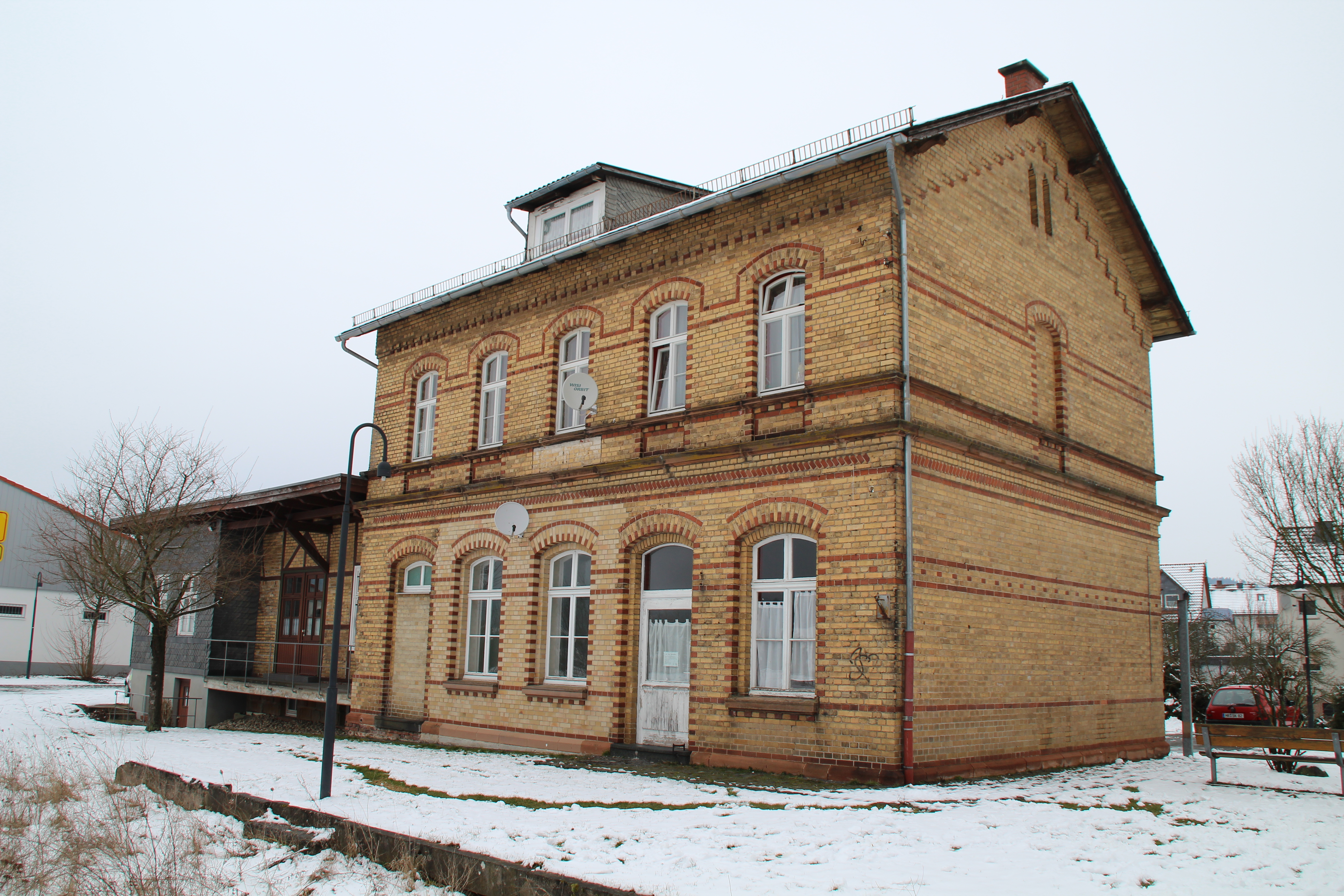
Ehemaliger Bahnhof

Durch das nördliche Gemeindegebiet verläuft die Bundesstraße 255 zwischen Marburg und Herborn. Die durch die Gemeinde führende Aar-Salzböde-Bahn zwischen Niederwalgern und Herborn wurde zwischenzeitlich stillgelegt.
Seit Einstellung des Schienenverkehrs wird Lohra über die Buslinie 383 von Marburg nach Bad Endbach täglich im Stundentakt (in Stoßzeiten etwas häufiger) angebunden. Von der zentralen Haltestelle Lohra Neue Mitte des Ortsteils Lohra werden die anderen Ortsteile bedient (im Wesentlichen Schulverkehr).

### Kommunikation
Seit dem 10. August 2005 gibt es in Lohra ein bundesweit einzigartiges Funk-W-DSL-Verfahren, durch das auch umliegende Gemeinden versorgt werden.

### Bildung
In Lohra gibt es zwei und in Kirchvers und Altenvers jeweils einen Kindergarten. Die Kindergärten in Lohra und Kirchvers werden von der Ev. Kirche Kurhessen-Waldeck unterhalten, während die Gemeinde Lohra Träger des Altenverser Kindergartens ist.
Zusätzlich gibt es in Kirchvers einen Waldkindergarten.
Zudem verfügt die Gemeinde über eine Grundschule. Weiterführende Schulen wie Gymnasien, Realschulen und Hauptschulen befinden sich in Marburg, Niederwalgern, Gladenbach, Biebertal und Gießen.
Studienangebote kann man im näheren Umkreis an der Philipps-Universität Marburg, der Justus-Liebig-Universität Gießen und der Technischen Hochschule Mittelhessen (ehemals Fachhochschule Gießen-Friedberg) mit Standorten in Friedberg, Gießen und Wetzlar wahrnehmen.

## Töchter und Söhne der Gemeinde
- Elfriede Köhler, Trägerin des Bundesverdienstkreuzes am Bande
- Heinrich Naumann (1856–1942), Heimatdichter („Bauerndichter“) aus dem Ortsteil Nanzhausen
- Walter Schäfer, ehemaliger Vorstandsvorsitzender der Hessisch-Thüringischen Landesbank (Helaba)
- Walter Weber (1811–1874), Gutsbesitzer und Mitglied der Kurhessischen Ständeversammlung
- Horst Wetterau, Träger der Verdienstmedaille des Verdienstordens der Bundesrepublik
- Werner Waßmuth, Träger des Bundesverdienstkreuzes am Bande